# Mrsklesy
Mrsklesy (niem. Nirklowitz) – gmina w Czechach w powiecie Ołomuniec w kraju ołomunieckim.
Pierwsza wzmianka o miejscowości pochodzi z roku 1364.